# Anthony (Kansas)
Anthony es una ciudad ubicada en el condado de Harper en el estado estadounidense de Kansas. En el año 2010 tenía una población de 2269 habitantes y una densidad poblacional de 567,25 personas por km².

## Geografía
Anthony se encuentra ubicada en las coordenadas 37°9′14″N 98°1′46″O / 37.15389, -98.02944 (37.153902, -98.029396).

## Demografía
Según la Oficina del Censo en 2000 los ingresos medios por hogar en la localidad eran de $24,730 y los ingresos medios por familia eran $37,321. Los hombres tenían unos ingresos medios de $27,042 frente a los $17,604 para las mujeres. La renta per cápita para la localidad era de $14,540. Alrededor del 16.4% de la población estaban por debajo del umbral de pobreza.